# Torre de l'Àngel (Matadepera)
La Torre de l'Àngel és una obra modernista de Matadepera (Vallès Occidental) inclosa a l'Inventari del Patrimoni Arquitectònic de Catalunya.

## Descripció
La Torre de l'Àngel és un edifici de caràcter modernista on es combinen la imaginació modernista i la tradició de l'arquitectura rural catalana. L'aspecte massís de les cases pairals, amb murs de pedra barrejada amb morter, es conjuguen amb les línies modernistes, arcs parabòlics utilitzats en portes i finestres i en la galeria lateral i el perfil de la casa, on s'insinua la forma de dues piràmides trucades unides per la cúspide. La distribució de l'habitatge és de planta, pis i golfes.